# 紫眼球贝
紫眼球贝（学名：Erosaria poraria），又稱紫花宝螺（Cypraea poraria），为宝贝科眼球贝属的动物。

## 分佈
本物種分佈於印度洋-太平洋的暖水区，
可見於台湾岛及中国大陆的海南岛、西沙群岛、南沙群岛及印度尼西亚等地，属于暖海产。
牠們一般生活于潮间带中低潮区、死珊瑚块下面或珊瑚礁间或岩礁中。通常栖息在12-15英尺水深，也可达100英尺或更深些。该物种的模式产地在印度尼西亚的安汶。